# Port-Saint-Louis-du-Rhône
Port-Saint-Louis-du-Rhône est une commune française située dans le département des Bouches-du-Rhône en région Provence-Alpes-Côte d'Azur, créée en 1904 par nécessité d'Arles et de Lyon d'avoir un port en embouchure du Rhône.

## Géographie

### Situation

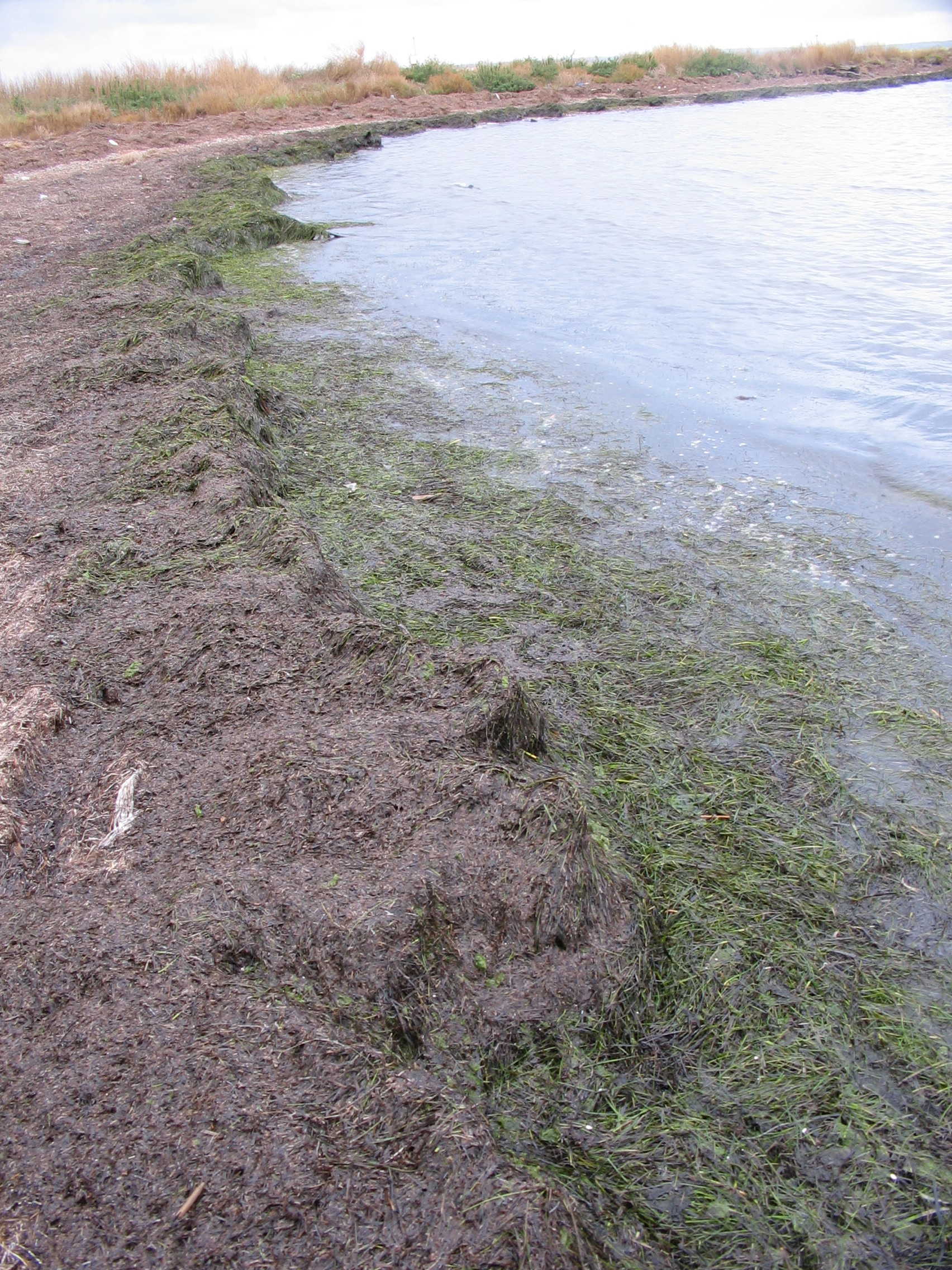
Plage Carteau.

Port-Saint-Louis se trouve entre le Grand-Rhône à l'ouest (delta du Rhône, limite orientale de la Camargue) et le golfe de Fos à l'est, ouvrant sur la Méditerranée. C'est une ville industrielle et un port annexe de Marseille. Le territoire de la commune est uniformément à fleur d'eau, prolongement de la Camargue. Il y a aussi de nombreux marécages et plans cultivés, vastes marais salants.
La ville est connue pour ses trois plages : plage Napoléon, plage Olga et plage Carteau.

### Voies de communication et transports

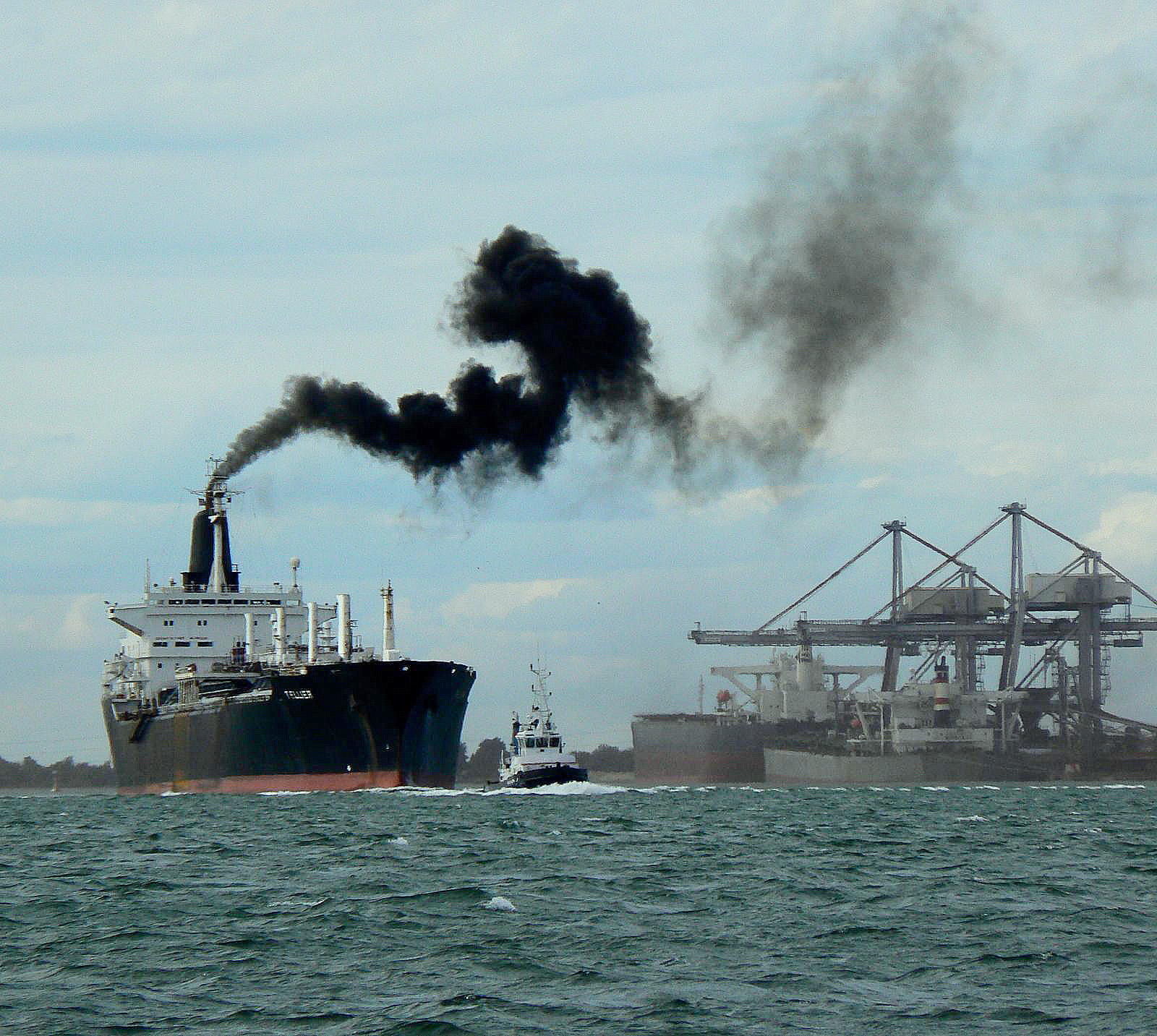
Navire entrant dans le port.

Rattaché au port autonome de Marseille, le bassin de Port-Saint-Louis-du-Rhône, créé en 1871, reçoit aussi bien les navires de mer que les plaisanciers et certains commerces empruntant le Rhône. Grâce à son écluse et au canal grand gabarit Fos-Rhône, il est l'un des points clés des trafics fluvial et fluvio-maritime entre l'Europe et la Méditerranée, les bateaux de matières dangereuses sont interdits dans cette écluse située trop près des habitations.
Une autre écluse (dite de Barcarin) mise en service au début des années 1980 et située à proximité du bac de Barcarin permet un trafic de bateaux de voyageurs, de commerces sur un autre canal grand gabarit Fos-Rhône, les bateaux de plaisances sont interdits dans cette écluse. Les deux écluses de Port-Saint-Louis sont téléconduites depuis le Centre de Gestion de la Navigation (CGN) de la Compagnie Nationale du Rhône (CNR) à Châteauneuf-du-Rhône dans la Drôme. Le pont levant routier de l'écluse de Port-St-Louis est également manœuvré depuis le CGN. Néanmoins avec les deux écluses, les diverses manipulations peuvent se faire depuis les miradors locaux toujours en service.

### Communes limitrophes
Les communes limitrophes sont  Arles et Fos-sur-Mer.

### Climat
Pour des articles plus généraux, voir Climat de Provence-Alpes-Côte d'Azur et Climat des Bouches-du-Rhône.
En 2010, le climat de la commune est de type climat méditerranéen altéré, selon une étude du Centre national de la recherche scientifique s'appuyant sur une série de données couvrant la période 1971-2000. En 2020, Météo-France publie une typologie des climats de la France métropolitaine dans laquelle la commune est exposée à un climat méditerranéen et est dans la région climatique  Provence, Languedoc-Roussillon, caractérisée par une pluviométrie faible en été, un très bon ensoleillement (2 600 h/an), un été chaud (21,5 °C), un air très sec en été, sec en toutes saisons, des vents forts (fréquence de 40 à 50 % de vents > 5 m/s) et peu de brouillards.
Pour la période 1971-2000, la température annuelle moyenne est de 14,8 °C, avec une amplitude thermique annuelle de 16,1 °C. Le cumul annuel moyen de précipitations est de 579 mm, avec 5,6 jours de précipitations en janvier et 1,2 jours en juillet. Pour la période 1991-2020, la température moyenne annuelle observée sur la station météorologique de Météo-France la plus proche, « Cap Couronne », sur la commune de Martigues à 20 km à vol d'oiseau, est de 15,9 °C et le cumul annuel moyen de précipitations est de 516,8 mm. 
La température maximale relevée sur cette station est de 39,4 °C, atteinte le 7 juillet 1982 ; la température minimale est de −10,5 °C, atteinte le 12 janvier 1987,,.
Les paramètres climatiques de la commune ont été estimés pour le milieu du siècle (2041-2070) selon différents scénarios d'émission de gaz à effet de serre à partir des nouvelles projections climatiques de référence DRIAS-2020. Ils sont consultables sur un site dédié publié par Météo-France en novembre 2022.

#### Description générale
Par mois et années, les précipitations et les températures se répartissent comme indiqué dans les tableaux suivants. Le climat est de type méditerranéen avec un fort degré d'exposition au mistral. Les hivers sont donc assez doux et les étés chauds et secs. Des périodes de sécheresse de plusieurs mois sont assez fréquentes (par exemple en 2006). Les précipitations sont donc inégalement réparties sur l'année. Elles ont généralement lieu au printemps et à l'automne sous la forme de pluies. La neige est rare. Les apports de l'automne étant généralement les plus élevés. Outre leur inégale répartition annuelle, les pluies peuvent prendre un caractère très violent amenant de grandes hauteurs de précipitations en quelques jours jusqu'à dépasser de temps en temps 50 mm en une journée (exemple : le 2 août 2009 avec 55 mm).

#### Données
Le tableau ci-dessous indique les températures et les précipitations pour la période 1971-2000 :
| Mois                                      | J    | F    | M    | A    | M    | J    | J    | A    | S    | O    | N    | D    | année |  |
| ----------------------------------------- | ---- | ---- | ---- | ---- | ---- | ---- | ---- | ---- | ---- | ---- | ---- | ---- | ----- |  |
| Températures maximales (°C)               | 11,0 | 12,4 | 15,2 | 17,4 | 21,8 | 26,0 | 29,6 | 29,3 | 25,2 | 20,0 | 14,4 | 11,8 | 19,5  |  |
| Températures moyennes (°C)                | 6,8  | 7,9  | 10,3 | 12,6 | 16,7 | 20,6 | 23,9 | 23,7 | 20,1 | 15,5 | 10,3 | 7,8  | 14,7  |  |
| Températures minimales (°C)               | - 10 | 3,4  | 5,3  | 7,7  | 11,6 | 15,2 | 18,1 | 18,1 | 14,9 | 11,0 | 6,2  | 3,8  | 9,9   |  |
| Précipitations (hauteur en mm)            | 62   | 48   | 47   | 56   | 40   | 37   | 15   | 31   | 64   | 99   | 54   | 56   | 606,2 |  |
| Source : Météo France / Station d'Istres. |      |      |      |      |      |      |      |      |      |      |      |      |       |  |

## Urbanisme

### Typologie
Au 1er janvier 2024, Port-Saint-Louis-du-Rhône est catégorisée centre urbain intermédiaire, selon la nouvelle grille communale de densité à 7 niveaux définie par l'Insee en 2022.
Elle appartient à l'unité urbaine de Port-Saint-Louis-du-Rhône, une unité urbaine monocommunale constituant une ville isolée,. Par ailleurs la commune fait partie de l'aire d'attraction de Port-Saint-Louis-du-Rhône, dont elle est la commune-centre,. Cette aire, qui regroupe 1 communes, est catégorisée dans les aires de moins de 50 000 habitants,.
La commune, bordée par la mer Méditerranée, est également une commune littorale au sens de la loi du 3 janvier 1986, dite loi littoral. Des dispositions spécifiques d’urbanisme s’y appliquent dès lors afin de préserver les espaces naturels, les sites, les paysages et l’équilibre écologique du littoral, tel le principe d'inconstructibilité, en dehors des espaces urbanisés, sur la bande littorale des 100 mètres, ou plus si le plan local d’urbanisme le prévoit.

### Occupation des sols
L'occupation des sols de la commune, telle qu'elle ressort de la base de données européenne d’occupation biophysique des sols Corine Land Cover (CLC), est marquée par l'importance des forêts et milieux semi-naturels (31,9 % en 2018), en augmentation par rapport à 1990 (23,1 %). La répartition détaillée en 2018 est la suivante : 
milieux à végétation arbustive et/ou herbacée (27,7 %), terres arables (27,2 %), zones humides côtières (22,8 %), eaux continentales (6,7 %), zones industrielles ou commerciales et réseaux de communication (4,7 %), espaces ouverts, sans ou avec peu de végétation (3,1 %), zones urbanisées (2,8 %), eaux maritimes (1,8 %), forêts (1,1 %), zones humides intérieures (1,1 %), mines, décharges et chantiers (1 %). L'évolution de l’occupation des sols de la commune et de ses infrastructures peut être observée sur les différentes représentations cartographiques du territoire : la carte de Cassini (XVIIIe siècle), la carte d'état-major (1820-1866) et les cartes ou photos aériennes de l'IGN pour la période actuelle (1950 à aujourd'hui).

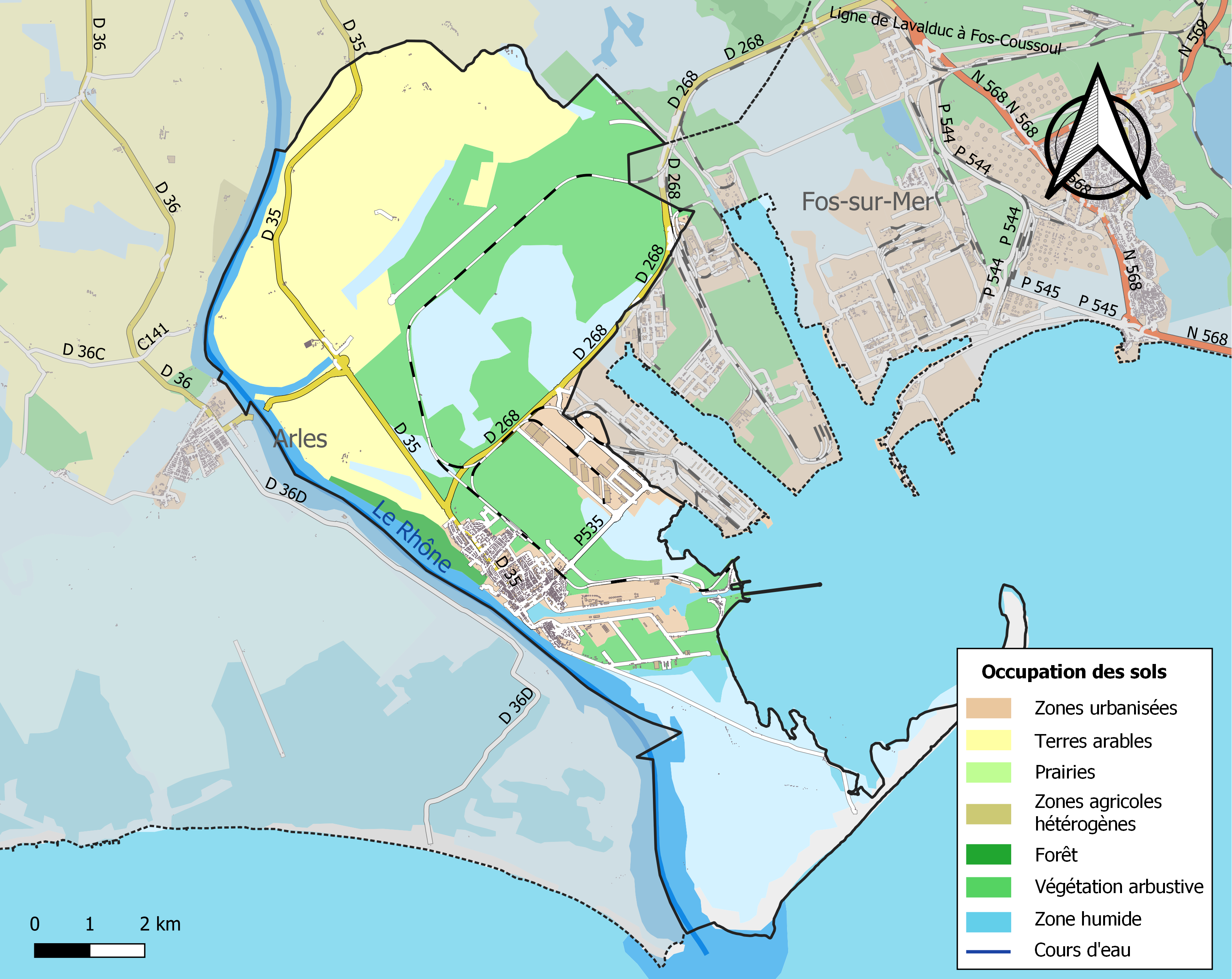
Carte des infrastructures et de l'occupation des sols de la commune en 2018 (CLC).

## Histoire

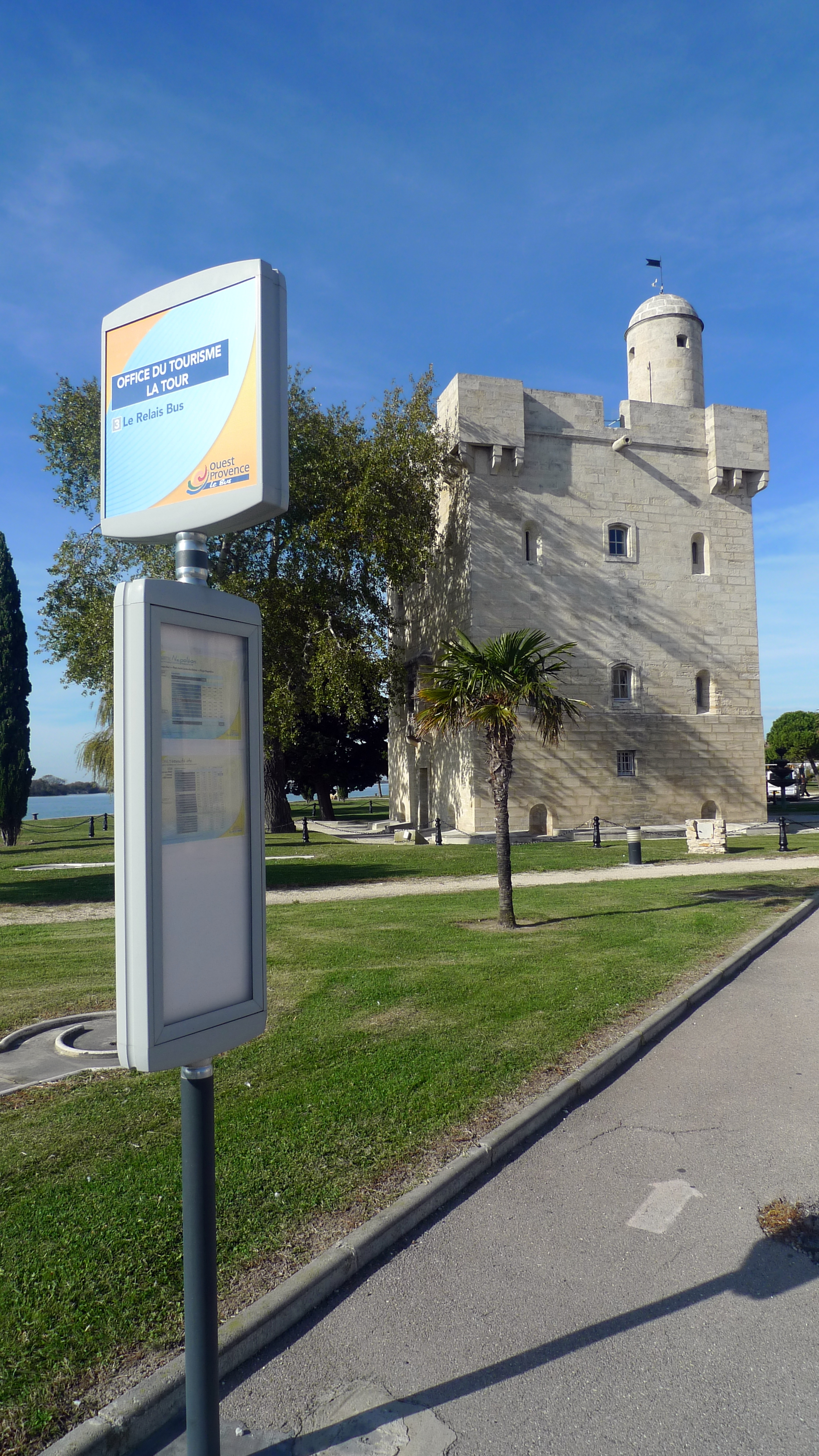
La tour Saint-Louis, 1737.

### XVIIIesiècle
Pendant l'hiver 1711 une grande crue provoqua le changement du lit du Rhône, entre Chamone et la mer, soit sur les 25 kilomètres de son cours actuel. Pour indemniser les propriétaires dont les terrains avaient été submergés par le nouveau lit du fleuve, le Conseil du Roi avait frappé d'un impôt supplémentaire tout le Lyonnais, Dauphiné, Languedoc et Provence. Cet impôt fut prélevé sur le transport de sel par voie navigable à partir de 1723, et devait ainsi financer l'endiguement du nouveau bras du fleuve appelé Canal des Launes.
En 1737, l'impôt est utilisé pour la construction de la Tour Saint Louis située  à cette époque à l'embouchure principale du Rhône. La tour Saint-Louis est édifiée par l'ingénieur militaire Mareschal, par ailleurs architecte de la cathédrale Saint-Christophe de Belfort, des  jardins de la Fontaine à Nîmes ou encore de l'ancien théâtre de Montpellier.

### XIXesiècle
En 1802, le canal d'Arles à Bouc est mis à l'étude avec l'appui du 1er Consul, Napoléon Bonaparte, pour faciliter la liaison entre le Rhône et la Mer en évitant le delta. Le projet sera réalisé en 1834.
Le décret d'utilité publique concernant les travaux de creusement du canal Saint Louis est signé par Napoléon III en 1863, le promoteur en sera Hippolyte Peut.
Les lignes qui suivent sont extraites et/ou inspirées de la monographie publiée en 1983 par MM. Émile Boncœur, Jean-Louis Charrière et Jean-Louis Mattéi, Contribution à l'histoire de Port Saint Louis du Rhône :
« Un décret de 1863 déclare d'utilité publique le projet de création du canal Saint-Louis, d'un bassin et d'une écluse, l'adjudication des travaux a lieu en 1864, ils seront réalisés avec des modifications : ajouts de jetées, de digues, surface de bassin plus importante, le canal est ouvert à la navigation en 1871. Le canal est creusé à sec et les déblais servent à établir des terre-pleins surélevant un peu une zone dont l'altitude est proche du niveau 0 »
Début Les travaux de creusement du port sont entamés en 1864. À cette époque, l'emplacement de la ville n'est que marécages où sévissent les fièvres paludéennes qui causèrent une mortalité effrayante parmi les ouvriers de cet immense chantier.
Le 15 août 1871, le canal est ouvert à la circulation. Il sera entièrement terminé le 28 septembre 1873.
Les ouvrages sont :
- une écluse de 160 m de longueur utile, 22 m de largeur et 7,5 m de tirant d'eau ;
- un canal de 6 m de profondeur et 50 m de largeur ;
- un bassin de 12 hectares entre l'écluse et le canal.

La création d'un port à l'embouchure du Rhône découle en grande partie des contraintes de la géographie pesant sur les besoins économiques. Le Rhône étant infranchissable aux navires autres que ceux à très faible tirant d'eau, le contournement de la bouche du bras principal est indispensable. Le canal des fosses mariennes (102/103 av. J.-C.) et le canal d'Arles à Bouc (1834) participaient déjà de cette idée. À partir du XVIIe siècle, les tentatives ont consisté à corriger l'embouchure en endiguant le fleuve pour créer un effet de chasse d'eau. Le souci était également de maîtriser les divagations du fleuve qui a changé plusieurs fois de parcours ainsi que l'attestent l'histoire et la géologie.
La commune compte 300 habitants en 1880, ils seront 2 500 au recensement de 1906.
La Compagnie Générale de Navigation s'installe à Port-Saint-Louis-du-Rhône en 1881 et va faire construire des entrepôts maritimes entre les quais et la Tour. C'est la date de « naissance » officielle du port. Le Canal Saint Louis est inauguré en 1883. Paul Daher ouvre son premier bureau de transit, d'acconage et d'agence maritime en 1885.
La paroisse est érigée en 1886. L'urbanisme est aéré (nombreux espaces verts et vastes avenues). On y trouve de grands mas camarguais. On y trouve également des chevaux servant dans les manades par exemple, ainsi que des flamants roses dans les marais.
L'inauguration de la ligne de chemin de fer Arles / Port-Saint-Louis-du-Rhône, en 1887, désenclave la ville jusqu'alors reliée à Arles au moyen d'un petit bateau à vapeur qui assurait un aller-retour journalier, sauf le dimanche et jours fériés... si les vents et les eaux hautes le permettaient.
En 1892, Port Saint Louis compte 1 800 habitants environ, avec « une soixante de maisons régulièrement bâties... la population ouvrière est logée dans de modestes cabanons ».

### XXesiècle

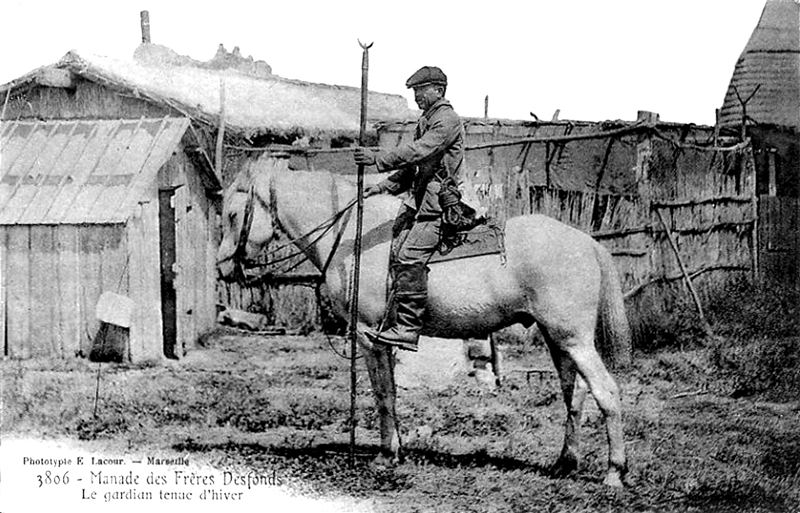
Gardian de la manade des frères Desfonds au début du XXe siècle.

Jusqu'en 1904, Port-Saint-Louis-du-Rhône est à cheval sur deux communes : 1/6 sur Fos-sur-Mer et 5/6 sur Arles. La loi du 28 mars 1904 est une date clef pour la ville, elle devient une commune et son premier maire sera Antoine Calment.
En 1906, la ville est un monde d'hommes, au Faubourg Hardon, il y a trois hommes pour une femme. Les Italiens sont nombreux à cette époque, c'est seulement après la Première Guerre Mondiale que les Grecs s'installent à Port-Saint-Louis-du-Rhône. La population est essentiellement composée de pêcheurs, marins, ouvriers d'usines, saliniers et fonctionnaires.
1907 voit la ratification du statut de commune par la construction d'un Hôtel de Ville.
La Minoterie Gautier est construite en 1908-1909. Les deux frères Gautier sont des minotiers marseillais connus et « la minoterie est le plus bel établissement dont peut s'enorgueillir le département, fonctionnant entièrement à l’électricité, le plus puissant aussi, d'une capacité quotidienne de 3 000 quintaux qui le mettent au 2e rang des Minoteries Françaises ». La ville sera elle électrifiée en 1913.
L'adduction d'eau de la Pissarote a lieu en 1930. Jusque-là on buvait l'eau du Rhône filtrée sur des filtres à charbon et lorsqu'elle était saumâtre, on devait faire venir l'eau des bateaux d'Arles (la Jeanne d'Arc) pour approvisionner la population en eau douce. En 1932, la ville compte 4 200 habitants, c'est le 2e port de France en trafic de marchandises après Marseille et avant Sète. Port-Saint-Louis-du-Rhône devient un canton avec la loi du 15 novembre 1932, situation assez rare pour une petite commune. La Chambre de Commerces d'Arles dote le Port d'un outillage moderne destiné à répondre aux besoins du commerce maritime en 1937.
Port-Saint-Louis-du-Rhône est occupé par les troupes allemandes en 1942, les plages son interdites. La ville sera libérée le 25 août 1944 mais les installations portuaires seront détruites.
Après-guerre, la population décolle et s'accroît avec une telle rapidité qu'elle double entre 1954 et 1975 pour atteindre plus de 10 000 habitants. De nouveaux lieux de culte sont alors érigés : un Temple Protestant (1958) en forme de cabane de gardian, une église Orthodoxe (1961).
La création de l'entreprise Ferrigno a lieu en 1963, elle est aujourd'hui la seule conserverie française de poissons de la façade maritime.
Port-Saint-Louis-du-Rhône est intégré au Port Autonome de Marseille dans son extension vers l'Ouest en 1966.
En 1977 commence la construction des arènes mais aussi l'élevage de moules à titre expérimental.
Entre 1980 et 1990, la ville perd 18 % de sa population avec le déclin de l'industrie et le report de l'activité portuaire à Fos-sur-Mer.
La coopérative des producteurs de moule (COOPAPORT) est créée en 1983. Le Port de Plaisance au bassin central est inauguré en 1992. Un nouveau pont mobile est inauguré en 1994, il remplace prédecesseur de type Scherzer (identique au Pegasus Bridge de Bénouville - Calvados) construit en 1924/25.
La construction du clocher est s'achève en 1996.

### XXIesiècle
En 2004, la ville célèbre son centenaire.
En 2024, la ville célèbre ses 120 ans d'existence.
Le dimanche 12 mai 2024, à l'occasion des Jeux olympiques d'été de 2024, la ville reçoit la flamme olympique. Elle est portée par des figures emblématiques sportives de la ville.

## Politique et administration

### Liste des maires
| Période                                  | Période        | Identité               | Étiquette    | Qualité                                                                                               |
| ---------------------------------------- | -------------- | ---------------------- | ------------ | --- |
| mai 1904                                 | juillet 1910   | Antoine Calment        | SFIO         | |
| juillet 1910                             | janvier 1912   | Félix Orcel            |              | |
| janvier 1912                             | décembre 1919  | Antoine Datty          |              | |
| décembre 1919                            | mai 1925       | Nicolas Daher          |              | |
| mai 1925                                 | avril 1928     | Victorien Girard       |              | |
| avril 1928                               | août 1931      | Jean Rouget            |              | |
| août 1931                                | février 1941   | Émile Serris           | Rad.         | Fabricant Conseiller général du canton de Port-Saint-Louis-du-Rhône                                   |
| février 1941                             | août 1944      | Constant Renault       |              | Nommé par le gouvernement de Vichy                                                                    |
| août 1944                                | septembre 1944 | Docteur Roger Nougaret |              | Désigné par le Comité de Libération.                                                                  |
| septembre 1944                           | octobre 1947   | Marcel Baudin          | PCF          | Docker Conseiller général du canton de Port-Saint-Louis-du-Rhône                                      |
| octobre 1947                             | mars 1965      | Gustave Vidal          | SFIO         | Conseiller général du canton de Port-Saint-Louis-du-Rhône                                             |
| mars 1965                                | mars 1989      | Vincent Porelli        | PCF          | Conseiller général du canton de Port-Saint-Louis-du-Rhône (1967-1973) Député (1973-1988)              |
| mars 1989                                | mars 2008      | Philippe Caizergues    | DVD          | Conseiller général du canton de Port-Saint-Louis-du-Rhône (1992-2004)                                 |
| mars 2008                                | avril 2014     | Jean-Marc Charrier     | PCF          | Conseiller général du canton de Port-Saint-Louis-du-Rhône (2004-2015) Vice-président d'Ouest Provence |
| avril 2014                               | En cours       | Martial Alvarez        | DVG puis DVC | Ouvrier Vice-President Métropole d'Aix-Marseille-Provence Conseiller départemental du canton d'Arles  |
| Les données manquantes sont à compléter. |                |                        |              | |

## Population et société

### Démographie
L'évolution du nombre d'habitants est connue à travers les recensements de la population effectués dans la commune depuis 1906. Pour les communes de moins de 10 000 habitants, une enquête de recensement portant sur toute la population est réalisée tous les cinq ans, les populations de référence des années intermédiaires étant quant à elles estimées par interpolation ou extrapolation. Pour la commune, le premier recensement exhaustif entrant dans le cadre du nouveau dispositif a été réalisé en 2007.

En 2022, la commune comptait 8 510 habitants, en évolution de −0,11 % par rapport à 2016 (Bouches-du-Rhône : +2,48 %, France hors Mayotte : +2,11 %).
| 1906  | 1911  | 1921  | 1926  | 1931  | 1936  | 1946  | 1954  | 1962  |
| ----- | ----- | ----- | ----- | ----- | ----- | ----- | ----- | ----- |
| 2 388 | 2 702 | 3 682 | 4 174 | 4 284 | 4 448 | 3 982 | 4 923 | 6 278 |

| 1968  | 1975   | 1982   | 1990  | 1999  | 2006  | 2007  | 2012  | 2017  |
| ----- | ------ | ------ | ----- | ----- | ----- | ----- | ----- | ----- |
| 8 285 | 10 393 | 10 378 | 8 624 | 8 123 | 8 483 | 8 530 | 8 579 | 8 449 |

| 2022  | - | - | - | - | - | - | - | - |
| ----- | - | - | - | - | - | - | - | - |
| 8 510 | - | - | - | - | - | - | - | - |

### Manifestations culturelles et festivités

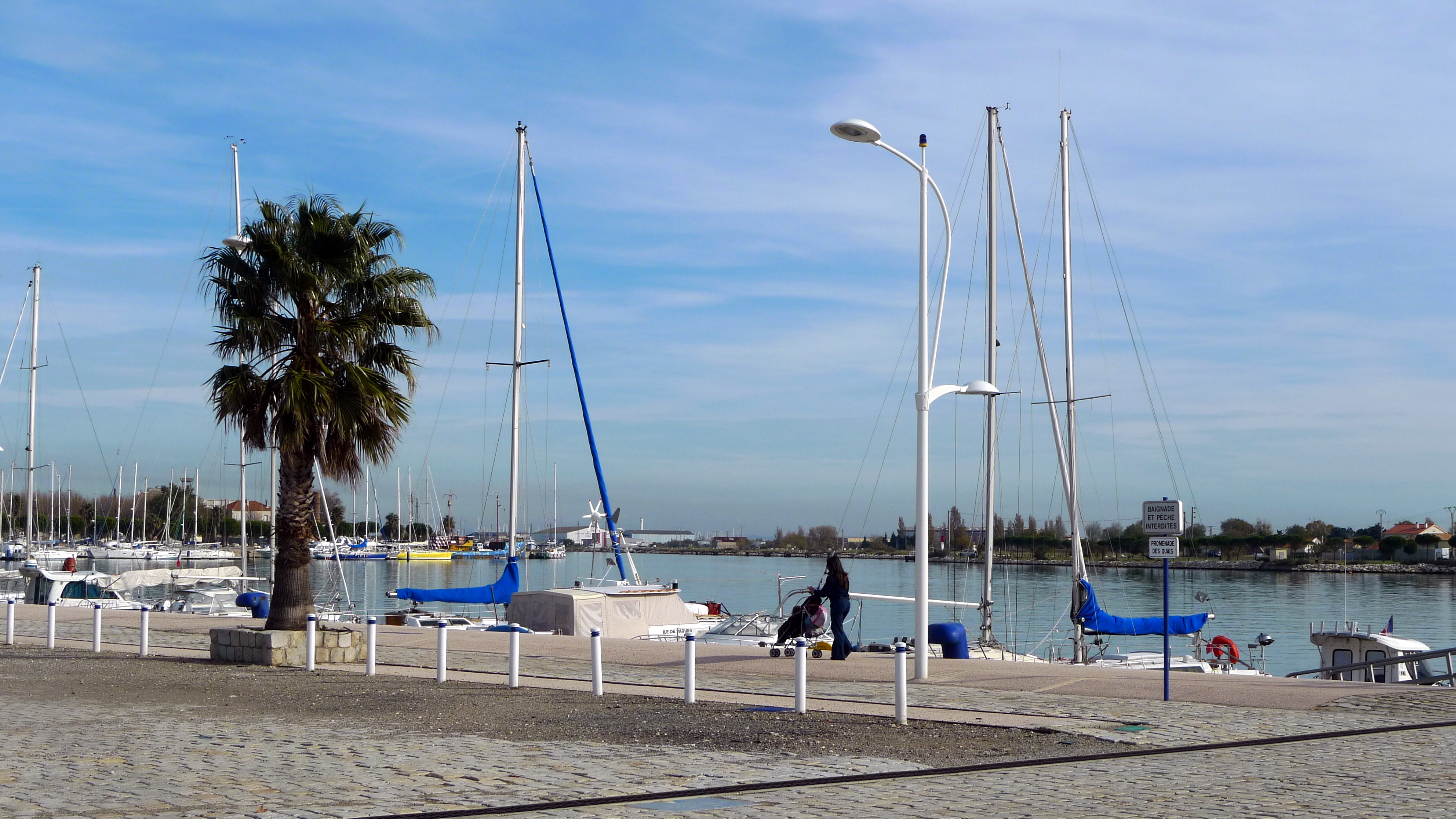
Port de plaisance.

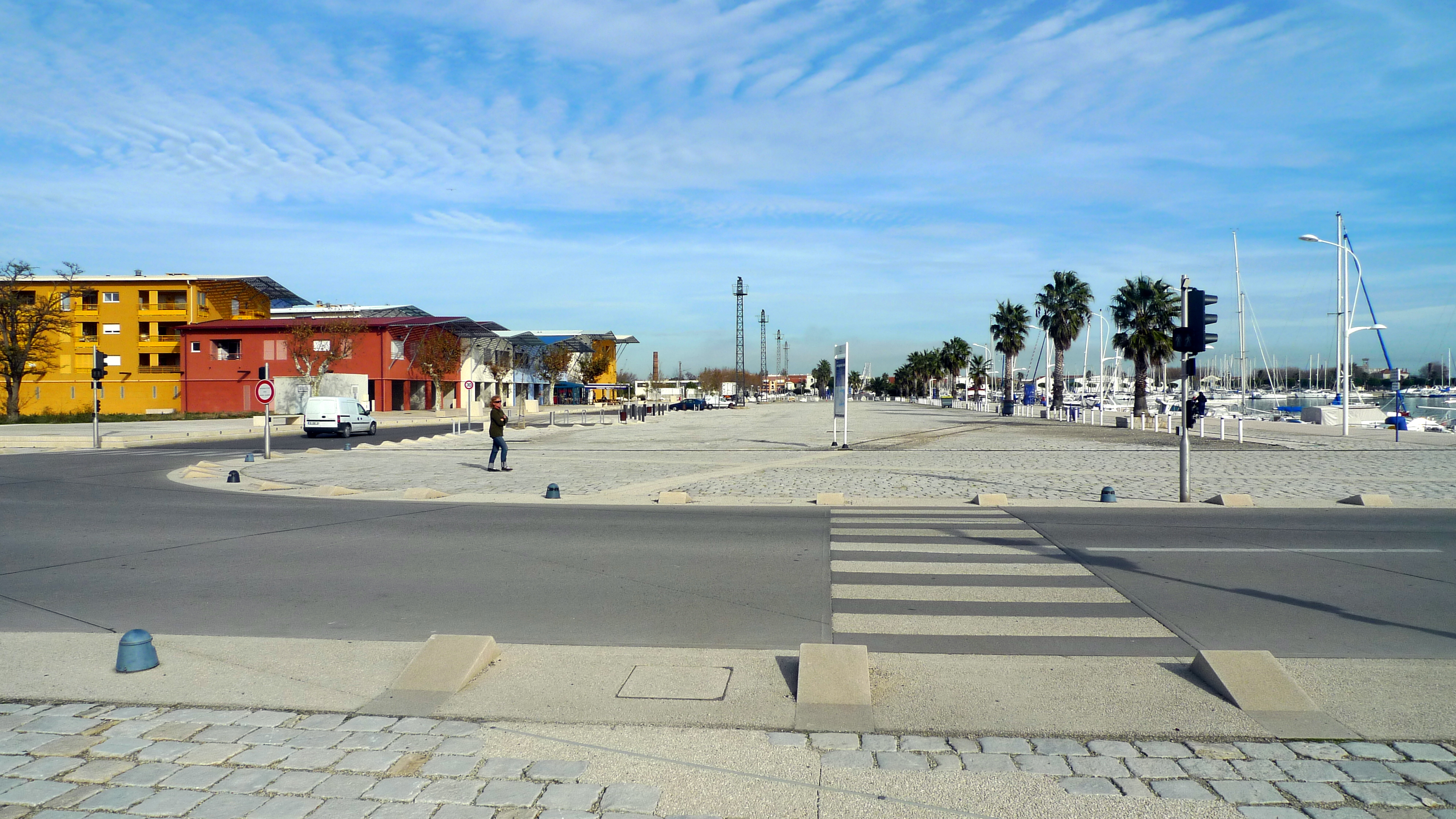
Quai du port de plaisance.

La ville revendique plus de 200 animations festives chaque année.
- Marché : mercredi (Avenue du Port en centre-ville).
- Marché aux légumes et poissons : samedi (Halle Cessieux au Faubourg Hardon).
- Foire : début août.
- Foire aux santons : décembre.
- Fête locale : troisième dimanche de juillet (course de taureaux, folklore, joutes).
- Fête des quartiers : en juin, pour la Saint-Louis.
- Les Mercredis du Port : quatre mercredis de juillet : théâtre de rue, cirque, musique et agapes sur les quais du port.
- Les Envies Rhônements : festival Art/Nature en biennal dans plusieurs sites naturels de Camargue en été.
- Les Deltaïques, festival sur la Camargue et son delta.
- Festival de la Camargue et du Delta du Rhône, anciennement Festival de l'Oiseau.
- Attractions taurines.
- École de kitesurf et voile.
- École de pêche.
- Centres équestres.
- La ville est réputée pour ses conditions de vent qui en font un endroit très couru pour les tentatives de vitesse, comme en témoigne la présence de L'Hydroptère en 2008.
- C'est un haut-lieu du kitesurf en France. Alexandre Caizergues, originaire de Port-Saint-Louis, a ainsi battu le record du monde de vitesse à la voile toutes catégories à l'automne 2008 à Lüderitz (Namibie), devenant le deuxième homme à franchir la barrière des 50 nœuds.

## Économie

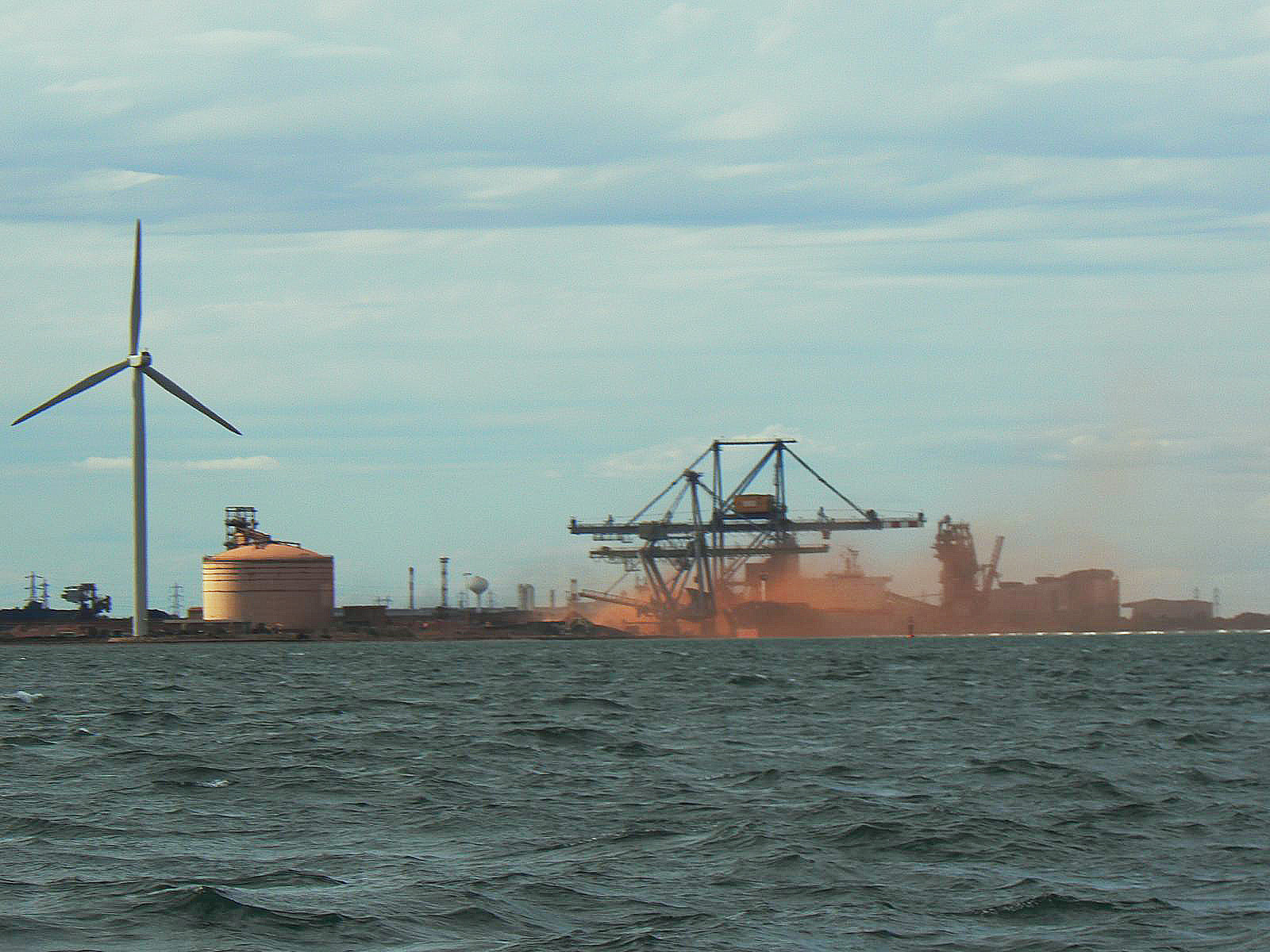
Le port.

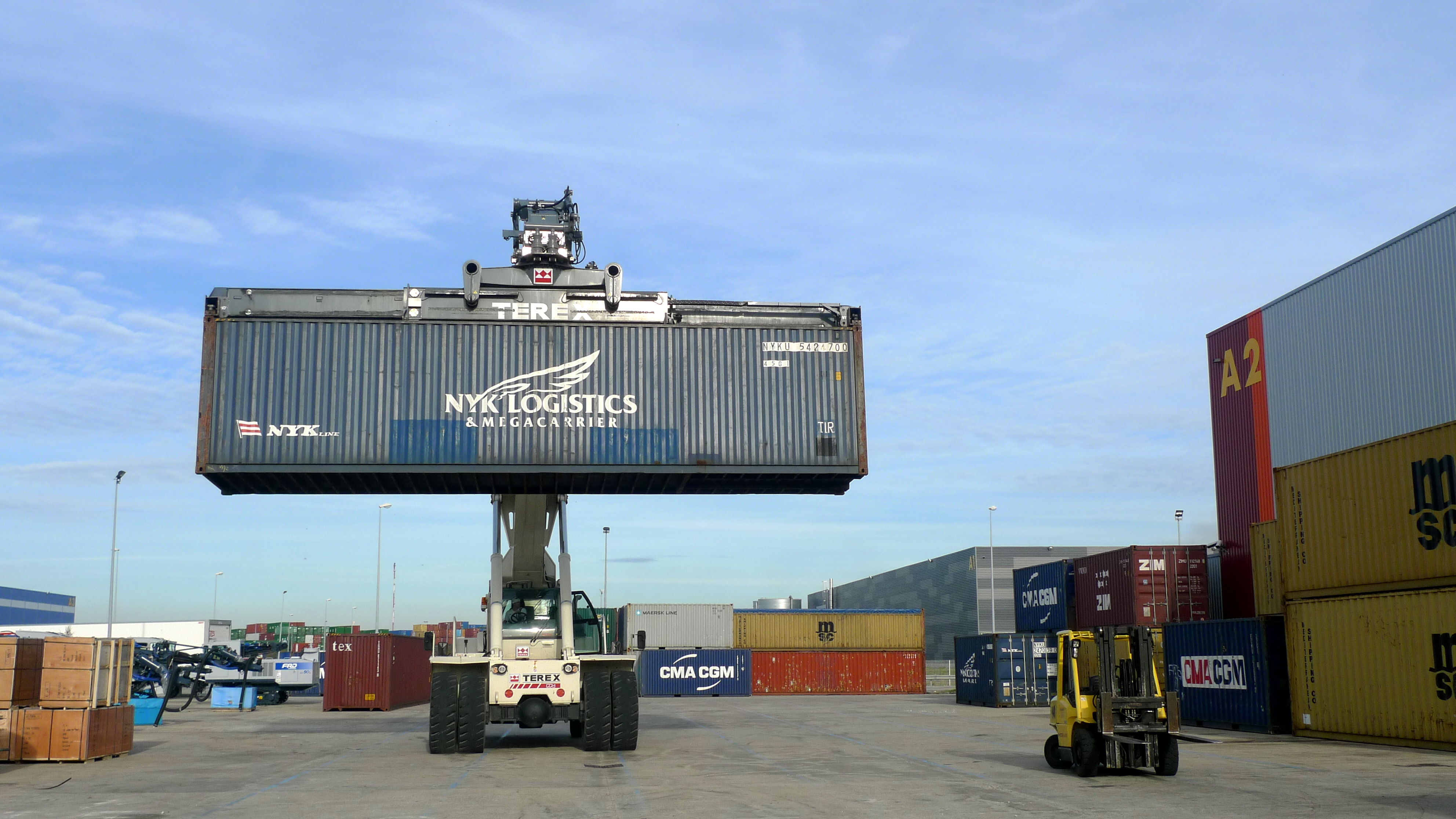
Manutention d'un conteneur dans la zone portuaire.

L'économie de Port-Saint-Louis se base sur trois pôles majeurs :
- la production agricole qui est celle de la Camargue avec une production essentiellement de sel, céréales et d'huiles minérales ;
- sa grande activité portuaire avec le Port du Golfe de Fos ;
- les activités induites par l'activité portuaire comme de très nombreux entrepôts (Distriport), des usines de pétrochimie, de minoterie.

La ville est également dotée de nombreux services.

## Culture locale et patrimoine

### Lieux

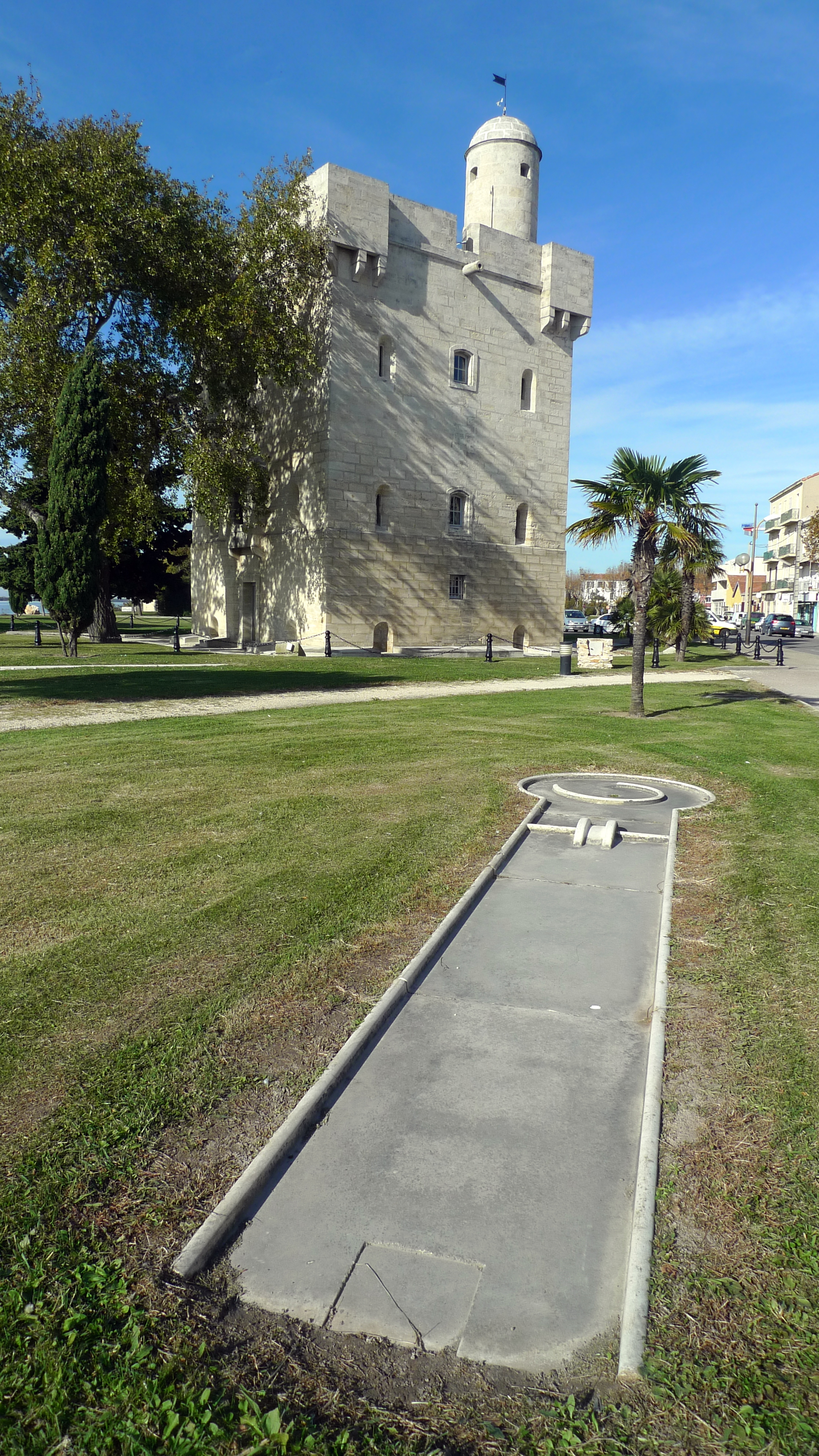
Tour Saint-Louis et minigolf.

- La tour Saint-Louis, bâtiment du XVIIIe siècle élevée par Jacques Philippe Mareschal, abrite une collection ornithologique la plus importante de Camargue, avec 168 oiseaux naturalisés au premier étage. C'est aussi le siège de l'Office de Tourisme. On trouve également un minigolf dans les jardins alentour.
- Cabanons, habitations, le plus souvent en bois et matériaux de récupération, qui étaient autrefois refuge pour chasseurs et pêcheurs. Ils sont toujours habités aujourd'hui.
- Cabane de gardian, habitation traditionnelle des gens du marais, meubles anciens, appeaux, objets usuels, outils.
- Visites de la conserverie de poissons et de la station de purification de coquillages.
- La ferme du Tadorne, réserve animalière.
- Arènes de 1 800 places.
- Espace culturel Gérard-Philipe.
- Le Citron Jaune, Centre national des Arts de la Rue.
- Église Saint-Louis de Port-Saint-Louis-du-Rhône.

### Personnalités liées à la commune
- Rudy Ricciotti, architecte

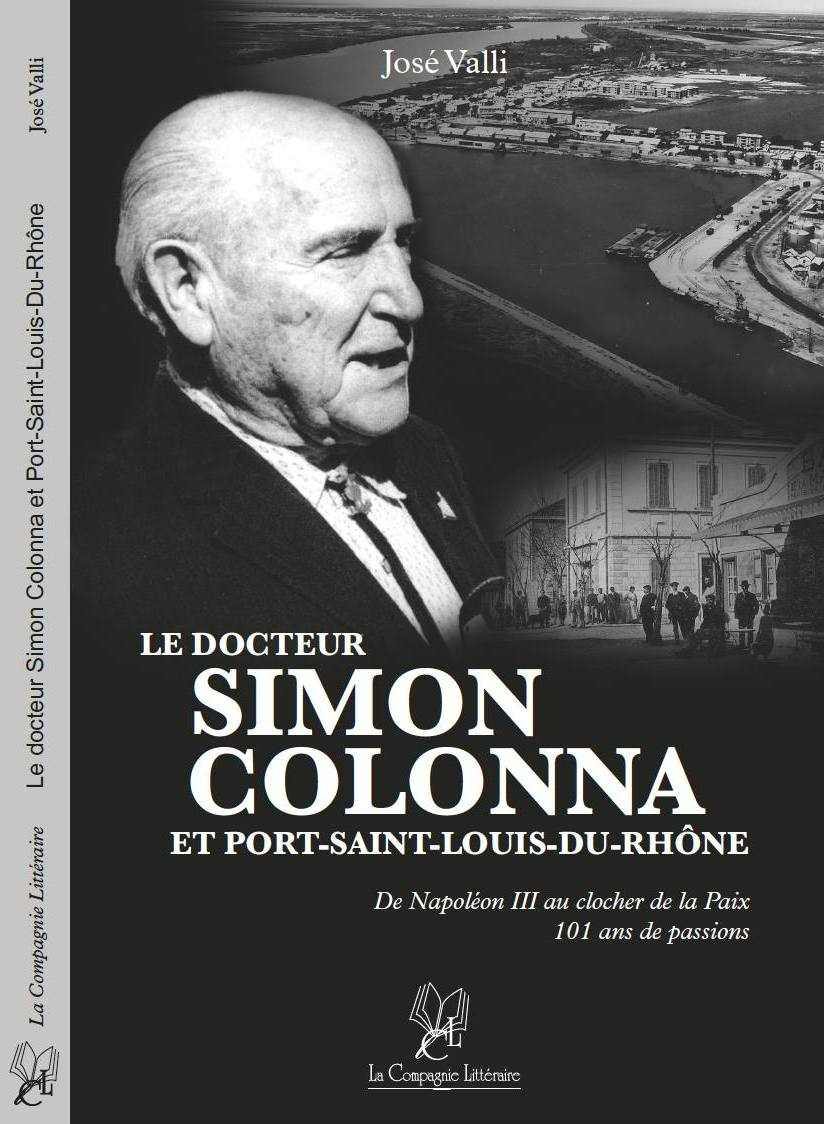

- Thierry Taberner, footballeur professionnel
- Joseph Boncœur dit « Titi », raseteur qui donnera son nom aux arènes
- Raoul Iché, footballeur professionnel
- Vincent Porelli, député des Bouches-du-Rhône
- Alexandre Caizergues, kitesurfeur reconnu
- Docteur Simon Colonna[28], le « médecin des pauvres »
- Francesco Musso (1937-), boxeur italien, champion olympique, né à Port-Saint-Louis-du-Rhône.

### Héraldique
| Blason de Port-Saint-Louis-du-Rhône | Blason  | Parti d’or et d’azur à la champagne de sinople brochante, à la tour du lieu d’argent ouverte et ajourée de sable brochant sur le tout. |
| Blason de Port-Saint-Louis-du-Rhône | Détails | Le statut officiel du blason reste à déterminer.                                                                                       |